# Réarrangement 1,2
Un réarrangement 1,2 ou déplacement 1,2 est une réaction de réarrangement, c'est-à-dire une réaction organique où un substituant est déplacé d'un atome à un autre atome sur un composé chimique, et dans ce cas particulier, le substituant est déplacé sur un atome adjacent. Dans l'exemple ci-dessous, le substituant R est déplacé du carbone C2 au C3 :
Ce réarrangement est intramoléculaire, et le réactif et le produit sont des isomères de constitution. Un réarrangement impliquant un atome d'hydrogène est appelé déplacement d'hydrure 1,2.  Si le substituant réarrangé est un groupe alkyle le nom de la réaction prend le nom de l'anion alkyle : déplacement de méthanure 1,2, déplacement d'éthanure 1,2, etc.

## Occurrence
Un réarrangement 1,2 est souvent initié par la formation d'un intermédiaire réactionnel comme :
- un carbocation par hétérolyse dans un réarrangement nucléophile ou réarrangement anionotrope
- un carbanion dans une réarrangement électrophile ou réarrangement cationotrope
- un radical libre par homolyse
- un nitrène.

Le moteur de cette migration du substituant dans l'étape deux du réarrangement est la formation d'un intermédiaire plus stable. Par exemple, un carbocation tertiaire est  plus stable qu'une carbocation secondaire, et ainsi une SN1 du bromure de néopentyle avec l'éthanol donne l'éther de tert-pentyléthyle. 
Les réarrangements de carbocations sont plus communs que ceux des carbanions ou des radicaux.
Le plus important réarrangement 1,2 de carbocation est le réarrangement de Wagner-Meerwein. On observe également un  réarrangement 1,2 carbanionique dans le réarrangement de l'acide benzilique.

## Réarrangements 1,2 radicalaires
le premier réarrangement 1,2 radicalaire rapporté par Heinrich Otto Wieland en 1911  est la conversion du bis(triphénylméthyl)peroxyde (1) en tétraphényléthane (2) : 
Cette réaction se fait via un radical triphénylméthoxyle (A), qui se réarrange en diphénylphénoxyméthyl (C) qui ensuite se dimérise. Il n'est pas certain, à ce jour, si lors ce réarrangement l'intermédiaire radical cyclohexadiényle (B) est un état de transition ou un intermédiaire réactionnel car il (ou toute autre espèce similaire) a jusqu'à présent échappé à la détection par spectroscopie RPE.
Un exemple moins commun de réarrangement 1,2 radicalaire peut être trouvé dans la pyrolyse en phase gazeuse de certains composés aromatique polycycliques. L'énergie requise avec radical aryle  pour un réarrangement 1,2 peut être haute (jusqu'à 60 kcal/mol ou 250 kJ/mol), mais bien moins élevée que celle requise pour une abstraction de proton d'un aryne (82 kcal/mol ou 340 kJ/mol). En revanche chez les radicaux alcène, l'abstraction de proton en alcyne est favorisée.

## Réarrangements 1,2
Les réactions suivantes comportent un réarrangement 1,2 dans leur mécanisme:
- Réarrangement 1,2 de Wittig
- Réarrangement d'alpha-cétol
- Réarrangement de Beckmann
- Réarrangement de l'acide benzilique
- Réarrangement de Brook
- Réarrangement de Criegee
- Réarrangement de Curtius
- Réaction d'expansion de cycle de Dowd-Beckwith
- Réarrangement de Favorskii
- Réaction de Friedel-Crafts
- Réarrangement de Fritsch-Buttenberg-Wiechell
- Réarrangement de danse halogène
- Réarrangement de Hofmann
- Réarrangement de Lossen
- Réarrangement du pinacol
- Homologation de Seyferth-Gilbert
- SN1 (en général)
- Réarrangement de Stevens
- Réarrangement de Wagner-Meerwein
- Réarrangement de Westphalen-Lettré
- Réarrangement de Wolff